# Carl-Kristian Rundman
Carl-Kristian Rundman (* 7. Dezember 1960 in der Landgemeinde Helsinki) ist ein finnischer Schauspieler.

## Karriere
Carl-Kristian Rundman stammt aus der zweisprachigen Stadt Vantaa in der Region Helsinki. Er hat einen Master-Abschluss in Theaterwissenschaften. Neben Fernsehen und Filmen, seit 1986 war er in mehr als 100 Produktionen zu sehen, trat er auch in Theatern auf, darunter im zweisprachigen Stadttheater Helsinki sowie dessen schwedischsprachiger Bühne Lilla Teatern. 
Im Jahr 2010 wurde Rundman für die Serie Helppo elämä als „Tapio Mikkonen“ mit dem Fernsehpreis Venla als bester Hauptdarsteller ausgezeichnet. Für dieselbe Rolle gewann Rundman auch den Preis für den besten Schauspieler beim Seoul International Drama Festival.
Rundmans Ehefrau ist die Schauspielerin Niina Nurminen und sie haben zwei Kinder. Der zweisprachige Rundman spricht sowohl Finnisch als auch Schwedisch als Muttersprache.

## Filmografie (Auswahl)
- 1986: Das Schloss (Linna)
- 1993–1996: Puhtaat valkeat lakanat (Fernsehserie, 41 Folgen)
- 1998–1999: Klubi (Fernsehserie, 20 Folgen)
- 2003: Hovimäki (Fernsehserie, 10 Folgen)
- 2009–2011: Helppo elämä (Fernsehserie, 32 Folgen)
- 2016–2019: Nurses (Fernsehserie, 46 Folgen)
- 2019–2020: Moominvalley (Fernsehserie, 26 Folgen)
- 2020–2022: Paratiisi (Fernsehserie, 16 Folgen)
- 2024: Ei koskaan yksin